# Le avventure di Jackie Chan
Le avventure di Jackie Chan (Jackie Chan Adventures) è una serie televisiva a di The Walt Disney Company cartoni animati prodotta nel 2000 da Columbia Tristar; la serie si compone di 5 stagioni, per un totale di 95 episodi.
La serie si ispira idealmente ai film di arti marziali interpretati da Jackie Chan, che interviene fisicamente all'epilogo di ogni puntata, per rispondere rapidamente a brevi domande rivoltegli dai suoi piccoli fan. Durante queste mini interviste Jackie è spesso intento ad allenarsi, e risponde a domande tipo cosa gli piaccia del suo cartone, quali siano i suoi film preferiti, come comportarsi quando si viene provocati.
Nel 2009 è stata distribuita una serie animata simile: Il ritorno di Jackie Chan.

## Trama
Jackie Chan, archeologo americano di origine cinese, ritrova la sua vita sconvolta da un'incredibile piega inaspettata del destino: quando egli trova, durante un'impresa archeologica in un antico castello, uno scudo contenente un talismano, degli uomini dal losco aspetto lo incontrano al negozio dello zio pretendendo l'oggetto appena ritrovato. Essi fanno parte di un'organizzazione criminale chiamata la Mano Nera (The Dark Hand), capitanata da un boss della mala conosciuto come Valmont, stranamente interessato ad una serie di oggetti speciali. Jackie e la sua famiglia (composta da Zio Chan e la nipotina Jade) dovranno collaborare con un'organizzazione segreta di San Francisco conosciuta come la Sezione 13 per boicottare i piani della banda di malviventi, affrontando missioni pericolose intorno al mondo. Jackie dovrà ricorrere alle sue conoscenze sulle arti marziali per tener testa a questa minaccia, senza sapere che il vero nemico è un antico spirito del male chiamato Shendu.

### Stagione uno: I 12 talismani
Jackie Chan, un archeologo cinese residente nella città americana di San Francisco, dopo il ritrovamento di un reperto molto particolare, viene a contatto con delle persone che gli chiedono, con atti e parole minacciose, di consegnargli quanto trovato. Lo Zio, esperto di manufatti, gli rivela che il vero oggetto a cui sono interessate quelle persone non è altri che un talismano con rappresentato sopra un Gallo, uno dei segni dello zodiaco cinese. Il prezioso oggetto, si scopre, fa parte di un set di 12 Talismani magici, ognuno dei quali possiede un'incredibile potere celato all'interno (la lepre la velocità, la pecora la separazione dello spirito dal corpo, il toro la forza, il serpente l'invisibilità, la scimmia la trasformazione in animale ecc...) che, se cadesse nelle mani sbagliate, permetterebbe a chiunque di conquistare il mondo o di distruggerlo.
La Mano Nera, organizzazione criminale di cui fanno parte questi individui, conosce questo segreto grazie ad una "statua parlante" in cui vi è imprigionato un essere malvagio che si fa chiamare Shendu, il quale ha stretto una alleanza con il boss Valmont per ottenere i talismani. L'unico modo che Jackie ha di fermare questi pericolosi uomini è quello di ritrovare per primo gli oggetti; per questo avrà l'aiuto di suo Zio, conoscitore dell'antica cultura cinese, della nipote Jade, appena giunta dalla Cina, e di Augustus Black, un amico di cui non aveva più avuto notizie e che ora è a capo di un gruppo militare segreto chiamata Sezione 13.
Jackie, tra un'avventura e l'altra, riesce a recuperare i Talismani, ma dopo una serie di eventi, la Mano Nera riesce a rubarli e a consegnarli all'acquirente. Shendu a quel punto rivela le sue vere sembianze e comincia la ricostruzione del suo impero per conquistare poi il mondo. Tutto sembra perduto ma Jackie, grazie alla sua famiglia, riesce a sventare la minaccia e riportare la pace. Ma è solo l'inizio...

### Stagione due: Gli otto Demoni della Distruzione
Le cose a San Francisco sembrano essere tornate alla normalità, ma purtroppo per Jackie e la sua famiglia le cose stanno per mettersi di nuovo male.
Shendu, nonostante sia stato sconfitto ed esiliato dalla Terra sotto forma di spirito, sta organizzando nuovi loschi piani alle spalle del nostro eroe, e stavolta non è da solo: egli si è ricongiunto con i suoi 7 fratelli e sorelle un tempo conosciuti come i Demoni della Distruzione (The Demon Sorcerers nella versione originale), potenti demoni dotati di terrificanti poteri capaci di sconvolgere gli elementi della natura. Gli otto mostri sono imprigionati da secoli in una dimensione parallela e l'unica chiave per aprire le porte della loro prigione è un oggetto chiamato lo scrigno di Pan Ku; Shendu si propone per recuperarlo in quanto l'unico a poter uscire dal limbo e inoltre prendere possesso di un qualsiasi corpo che possa manovrare a suo piacimento.
All'inizio la scelta ricade su Jackie Chan... ma per una serie di sfortunati eventi il demone entra nel corpo di Valmont e ci dovrà restare fino a quando non adempirà al suo compito.
Per tutto il corso della serie il nostro eroe sarà messo alle strette: i temibili Demoni si rivelano davvero pericolosi e solo per il rotto della cuffia egli riesce a rispedirli nella loro prigione e sigillare totalmente i portali di ognuno. Alla fine, quando anche Shendu viene esiliato, si pensa che la battaglia sia giunta finalmente al suo termine... ma il demone dragone decide di giocare un'ultima carta: il Libro delle Ere. Secondo la leggenda, questo magico artefatto è in grado di cambiare il corso della storia se qualcuno trascrive sulle sue pagine cosa intende modificare. Il demone perciò, dopo un'ultima possessione di corpi (nientemeno che su Jackie stavolta!) riesce ad attuare il folle piano: ricrea un mondo in cui i Demoni sono i padroni del pianeta e l'intera razza umana loro schiavi. Però la speranza non cessa di esistere.
Poco prima di completare la riscrittura della storia, Jade strappa una pagina del libro magico e riesce a preservare i ricordi della sua realtà; si ritrova quindi come unica possibilità di salvezza e ricongiunge famiglia e amici per tentare di rimettere a posto le cose. Dopo alcune spettacolari vicende i nostri eroi sconfiggono definitivamente il male e riportano la Terra alla sua forma originale.

## Personaggi

### Personaggi principali
- Jackie Chan: è il protagonista della serie. Vive nella città di San Francisco insieme allo zio e alla nipote, è un archeologo dal carattere tranquillo, socievole e ben istruito sulla storia. Quando si ritrova a dover lavorare con l'organizzazione segreta della Sezione 13 non è affatto entusiasta della cosa, soprattutto quando si ritrova a dover combattere contro i criminali, cercando sempre di evitare la lotta in qualunque modo, preferendo agire con gentilezza e con le parole invece che con i pugni. Nonostante questo, non si tira mai indietro quando i suoi amici o il mondo intero si trovano in pericolo, rischiando spesso la propria vita. Così come il suo omonimo originale, anch'egli è un maestro delle arti marziali, le quali applica a volte insieme all'utilizzo di svariate "armi" (sedie, stampelle, e addirittura tergicristalli).
- Jade Chan: è la protagonista femminile della serie. È la nipotina di Jackie, molto intraprendente, non segue mai consigli o ordini impartitegli, ma fortunatamente si rivela spesso utile alle indagini, e grazie alla piccola taglia, può passare dappertutto. Viene mandata in America e affidata a Jackie in quanto i genitori, residenti a Hong Kong, sperano che possa darle l'opportunità di diventare più tranquilla (nel primo episodio viene detto che ha avuto dei problemi a scuola): all'inizio non appare entusiasta del soggiorno, ma con la "nuova" attività dello zio Jackie cambia ben presto atteggiamento e non esita a cacciarsi nei guai per farne parte anche lei, spesso finendo per essere l'unica carta vincente per le missioni. Durante la serie, ogni qual volta Jackie cerca di imporle di restare al sicuro, lei appare dal nulla con un sorridente "Ciao Jackie!".
- Zio Chan: è lo zio sia di Jackie che di Jade. è il classico vecchietto brontolone che ha sempre da lamentarsi di qualcosa e che pretende di avere sempre ragione, nonostante l'aspetto burbero tiene molto ai nipoti. Non si conosce il suo vero nome e tutti quanti, estranei compresi, si riferiscono a lui come Zio, ha l'abitudine di riferirsi a se stesso in terza persona con molte simpatiche frasi; quando c'è qualcosa che non gli va bene colpisce la persona con l'indice e il medio insieme (soprattutto Jackie). Gestisce un negozio di antiquariato che funziona da casa e laboratorio: è capace di eseguire incantesimi di ogni genere durante le situazioni in cui si richiede l'intervento della magia.
- Tohru: è un individuo enorme e taciturno, dalla forza impressionante, inizia come seguace da Valmont, per poi ravvedersi e passare al servizio dei Chan, non senza le lamentele della madre. A differenza del resto del cast egli ha origine Giapponese, crea un forte legame affettivo con la piccola Jade diventandone tutore oltre che amico, e insieme a Zio inizia l'apprendistato per diventare un mago. Curiosamente, sebbene la sua stazza lo faccia immaginare come un lottatore di sumo, gli è stato detto che è "troppo piccolo" per praticare questa disciplina.

### Personaggi secondari
- Augustus Black: è il capitano dell'organizzazione militare chiamata Sezione 13. Nel primo episodio si scopre che è amico di vecchia data di Jackie e che poi era scomparso per molto tempo senza dar sue notizie. Essendo un militare, ovviamente, ha il tipico comportamento ligio alle regole e serio, ma non è una persona rigida come può apparire. Da anni sta dietro alla Mano Nera e ai suoi componenti per arrestarli, quando si ritrova invischiato nel caso dei Talismani, nella prima stagione, si mostra molto scettico a proposito, finendo per subire i rimproveri dello Zio Chan.
- El Toro Fuerte:
- Paco:
- Vipera:

### Antagonisti
- Shendu: è l'antagonista principale della serie. È uno degli otto demoni della distruzione, e ha le sembianze di un grosso drago bipede muscoloso, nonché arcinemico di Jackie Chan. Diversamente da quanto si possa pensare data la sua imponente stazza non è un amante dello scontro corpo a corpo, infatti non si fa scrupoli ad usare la magia per ottenere ciò che vuole. Tra tutti gli otto demoni lui è sicuramente un essere più potente, malvagio, spietato, temuto, sadico, sanguinario, crudele, subdolo, pericoloso, tirannico e assetato di potere poiché oltre al potere di manipolare il fuoco a suo piacimento (elemento cui è associato) ha anche a disposizione i poteri dei dodici animali dello zodiaco cinese. In origine governare la Cina, prima di essere sconfitto e trasformato in una statua. Si ritrova così costretto a dover collaborare con i mortali che in passato governava per tornare in possesso dei suoi poteri e riavere la libertà. Sfortunatamente per lui e per i suoi fratelli, ogni loro tentativo di conquista verrà mandato all'aria dal protagonista Jackie Chan e la sua famiglia.
- Valmont: è l'antagonista secondario della serie. Capo dell'organizzazione criminale chiamata la Mano Nera. Di origine inglese, è un uomo ricco, potente, spietato, avido, crudele, infido e senza scrupoli, non esita a sfruttare mezzi illeciti o la forza bruta per ottenere ciò che vuole. Incrocia la strada di Jackie Chan durante la prima stagione, quando collabora con un misterioso essere chiamato Shendu che gli promette, in cambio del ritrovamento di 12 speciali oggetti, il più grande dei tesori esistenti al mondo, trovandosi in certe occasioni a dover intervenire lui stesso quando i suoi uomini falliscono nel progetto, dimostrando capacità di combattimento pari a quelle dell'archeologo.  Dalla terza stagione in poi farà solo delle sporadiche apparizioni. Con il fallimento e la chiusura della Mano Nera, Jackie Chan e i suoi amici lo sconfiggono senza pietà.
- Finn, Ratso e Chow:
- Drago: è l'antagonista principale nella quinta ed ultima stagione della serie. È un drago demoniaco e figlio di Shendu dal futuro, nonché arcinemico di Jade Chan (la giovane nipote del protagonista).
- Daolon Wong: è l'antagonista principale nella terza stagione della serie. È un mago oscuro, servito da combattenti demoniaci e concentrato sul far regnare il male supremo.
- Tarakudo: è l'antagonista principale nella quarta stagione della serie. È un'entità demoniaca che guida l'Oni, basato sull'omonimo essere mitologico giapponese. Il personaggio è per di più definito come una testa fluttuante e creato per fornire più sfondo dietro Shadowkhan, un elemento ricorrente nella serie che coinvolge i guerrieri ombra simili a ninja.
- Hak Foo: è un uomo muscoloso esperto di arti marziali, che spesso attacca con mosse che definisce con descrizioni metaforiche legate agli animali.

## 12 Talismani
- Topo: è l'utilizzatore del Talismano del Topo ottiene il potere di Animazione. Quando un oggetto inanimato assorbe il Talismano, prende vita. Se l'oggetto è modellato su qualcosa, diventa ancora più simile e assume le rispettive capacità e personalità.
- Toro: è l'utilizzatore del Talismano del Toro ottiene il potere della Super Forza. Con il talismano, l'utilizzatore è in grado di sollevare senza sforzo oggetti che pesano più tonnellate con un braccio e lanciarli, respingere avversari significativamente più grandi di loro e causare grandi distruzioni, come demolire un intero edificio, tagliare a metà una montagna e creare un buco nel un muro appoggiandoci sopra il dito. Jackie lo trova in possesso del luchador mascherato El Toro Fuerte.
- Cane: è l'utilizzatore del Talismano del Cane ottiene il potere dell'Immortalità, rendendolo completamente immune e resistente ad attacchi/ferite altrimenti letali. Tuttavia, il talismano del cane non impedisce all'utente di provare dolore. Lo Zio Chan lo usa per combattere come faceva da giovane.
- Drago: è l'utilizzatore del Talismano del Drago ottiene il potere della Combustione che consente di sparare potenti esplosioni di fuoco in grado di causare un'immensa distruzione.
- Serpente: è l'utilizzatore del Talismano del Serpente ottiene il potere dell'Invisibilità. Rende anche invisibile qualsiasi vestito indossato, così come il talismano stesso.
- Pecora: è l'utilizzatore del Talismano della Pecora ottiene il potere della Proiezione Astrale, la capacità di espellere la propria anima dal corpo e di vagare come uno spirito. In questa forma, uno è invisibile, impercettibile, è in grado di volare, passare attraverso i muri ed entrare nei sogni di una persona (dove si può essere visti e ascoltati).
- Coniglio: è l'utilizzatore del Talismano della Lepre ottiene il potere della Super Velocità consentendo di far viaggiare se stesso e chiunque altro lunghe distanze in pochi secondi.
- Tigre: è l'utilizzatore del Talismano della Tigre ottiene il Potere dell'Equilibrio Spirituale. Quando il Talismano è diviso a metà mentre qualcuno lo tiene, divide le metà Yang (lato chiaro) e Yin (lato oscuro) dell'utilizzatore, creando due copie di se stesso separati che incarnano entrambe le metà. Le metà del Talismano devono essere riunite per ricongiungersi i cloni al Talismano.
- Maiale: è l'utilizzatore del Talismano del Maiale ottiene il potere della Visione Termica. Il possessore può sparare raggi di calore dagli occhi che sono abbastanza potenti da abbattere istantaneamente un albero e attraverso il rivestimento di un'auto blindata. Consente inoltre al possessore di vedere chi è invisibile e di vedere al buio.
- Scimmia: è l'utilizzatore del Talismano della Scimmia ottiene il Potere di Mutaforma. Il possessore può trasformare chiunque e qualsiasi cosa in qualsiasi animale esistente, pronunciandone il nome, o riportare qualcuno/qualcosa trasformato da questo talismano nella sua forma originale.
- Gallo: è l'utilizzatore del Talismano del Gallo ottiene il potere della Levitazione e della Telecinesi. Questo dà all'utente il potere di volare e sollevare telecineticamente oggetti più volte il proprio peso. Più forte è la forza di volontà e la forza della persona, più peso e velocità possono essere raggiunti. Il primo talismano trovato da Jackie all'inizio della storia.
- Cavallo: è l'utilizzatore del Talismano del Cavallo ottiene il Potere di Guarigione e Rigenerazione. Il Talismano cura istantaneamente ogni ferita o malattia che affligge l'utilizzatore, di solito esponendosi al disturbo in questione e ripara qualsiasi cosa distrutta o danneggiata.

## Doppiaggio
| Nome del personaggio   | Doppiatore originale                                        | Doppiatore italiano |
| ---------------------- | ----------------------------------------------------------- | ------------------- |
| Jackie Chan            | James Sie (cartone animato) Jackie Chan (segmento dal vero) | Andrea Ward         |
| Jade Chan              | Stacie Chan                                                 | Greta Bonetti       |
| Zio Chan               | Sab Shimono                                                 | Oliviero Dinelli    |
| Tohru                  | Noah Nelson                                                 | Emidio La Vella     |
| Capitan Augustus Black | Clancy Brown                                                | Enrico Di Troia     |
| Shendu                 | James Sie                                                   | Mirko Mazzanti      |
| Valmont                | Julian Sands (st. 1-2) Greg Ellis (st. 3-5)                 | ?                   |
| Daolon Wong            | James Hong                                                  | ?                   |
| Tarakudo               | Miguel Ferrer                                               | ?                   |
| Drago                  | Michael Rosenbaum                                           | ?                   |
| Hak Foo                | John DiMaggio                                               | Saverio Indrio      |

## Episodi

### Prima stagione
- 01. La Mano Nera
- 02. Il talismano conteso
- 03. El Toro Fuerte
- 04. Vipera
- 05. Chi va piano, va sano e va lontano
- 06. Proiezione astrale
- 07. Arti marziali e disciplina
- 08. Un giocattolo pericoloso
- 09. Un antidoto per Jackie Chan
- 10. Una scimmia di nome Jade
- 11. Viaggio in Baviera
- 12. Il buono, Jade e il cattivo
- 13. La Magia si combatte con la magia

### Seconda stagione
- 14. Viaggio nel tempo
- 15. Lo Pei, la statua vivente
- 16. il talismano del serpente
- 17. La mamma è sempre la mamma
- 18. Il peggiore dei mali
- 19. Tutti per uno
- 20. Jade, Jade e ancora Jade
- 21. El Toro ha bisogno di aiuto
- 22. Assalto al penitenziario
- 23. La città perduta dei Muntab
- 24. È nata una stella
- 25. Lo sceriffo Chan
- 26. Il tatuaggio di Jade
- 27. Il misterioso Origami
- 28. Viaggio sulla luna
- 29. Il tempio del Loto
- 30. Un demone per capello
- 31. L'agente Tag
- 32. Le apparenze ingannano
- 33. Il dottor Jackie e mister Hide
- 34. Jackie, Jade e gli scout
- 35. Pericolo ghiacciato
- 36. Una preziosa otturazione
- 37. Jade e il giovane re
- 38. Valmont chiede aiuto
- 39. L'ottava porta
- 40. A volte ritornano (prima parte)
- 41. A volte ritornano (seconda parte)
- 42. Gatti pericolosi
- 43. Una crociera movimentata
- 44. La maledizione irlandese
- 45. Il prescelto
- 46. I guanti del pirata
- 47. La setta dei grandi saggi
- 48. Vampiri
- 49. Le tre scimmie
- 50. Incantesimo restringente
- 51. Scherzi da scimmia
- 52. Super Jade

### Terza stagione
- 53. Jade sull'isola di Giada
- 54. Poteri liberati
- 55. Il potere dello Yin e dello Yang
- 56. Caccia al topo
- 57. Il ritorno del Re delle Scimmie
- 58. La magica fattoria
- 59. La corsa del coniglio
- 60. Il montone astrale
- 61. La mamma invisibile
- 62. Il sostituto di Babbo Natale
- 63. Incantesimo e contro-incantesimo
- 64. Zio ha perso la testa
- 65. Animali in libertà
- 66. L'amnesia di Tohru
- 67. Il ritorno di Shendu
- 68. Una serata all'opera
- 69. Allarme cloni

### Quarta stagione
- 70. Le nove Maschere Oni
- 71. Ratso, signore delle tenebre
- 72. Il Jade Troop
- 73. Il capitano Black è buono e cattivo
- 74. Una posizione scomoda
- 75. La gara della paura
- 76. Mezza maschera
- 77. I mangiatori di ombre
- 78. Sulla strada del pentimento
- 79. Deja Vu
- 80. Jade 2
- 81. Il mini J-Team
- 82. La decima maschera

### Quinta stagione
- 83. Il ritorno di Drago
- 84. L'isola delle sfide
- 85. Il compleanno di Jade
- 86. Nipoti
- 87. I fantasmi non esistono
- 88. Ritorno a Fengdu
- 89. Le avventure di Spettaco-Larry
- 90. Il relitto in fondo al mare
- 91. Ladro di saette
- 92. L'appetito vien mangiando
- 93. Il mondo sottosopra (prima parte)
- 94. Il mondo sottosopra (seconda parte)
- 95. Un salto nel futuro